# Copa Asiática 1956
La I Copa Asiática de fútbol se llevó a cabo entre el 1 y el 15 de septiembre de 1956 en Hong Kong. El torneo fue organizado por la Confederación Asiática de Fútbol. En la fase final del torneo participaron cuatro equipos, donde se coronó campeón el seleccionado de Corea del Sur.

## Sedes
| Hong Kong | Hong Kong          |
| --------- | ------------------ |
| Hong Kong | Government Stadium |
| Hong Kong | Capacidad: 40,000  |
| Hong Kong |                    |

## Equipos participantes
Para el proceso clasificatorio, véase Clasificación para la Copa Asiática 1956
En cursiva los equipos debutantes.
| Equipos participantes | Equipos participantes | Equipos participantes | Equipos participantes |
| --------------------- | --------------------- | --------------------- | --------------------- |
| Corea del Sur         | Hong Kong             | Israel                | Vietnam del Sur       |

## Resultados
| Equipo          | Pts | PJ | PG | PE | PP | GF | GC | Dif |
| --------------- | --- | -- | -- | -- | -- | -- | -- | --- |
| Corea del Sur   | 5   | 3  | 2  | 1  | 0  | 9  | 6  | 3   |
| Israel          | 4   | 3  | 2  | 0  | 1  | 6  | 5  | 1   |
| Hong Kong       | 2   | 3  | 0  | 2  | 1  | 6  | 7  | −1  |
| Vietnam del Sur | 1   | 3  | 0  | 1  | 2  | 6  | 9  | −3  |

| 1 de septiembre de 1956, 19:00 | Hong Kong          | 2:3 (1:1) | Israel                        | Government Stadium, Hong Kong                                          |                                                                        |
|                                | Au Chi Yin 12' 66' |           | Glazer 37' 76' · Stelmach 69' | Asistencia: 30.000 espectadores Árbitro(s): H.A. Sheppard (Inglaterra) | Asistencia: 30.000 espectadores Árbitro(s): H.A. Sheppard (Inglaterra) |

| 6 de septiembre de 1956, 19:00 | Corea del Sur                         | 2:2 (1:2) | Hong Kong                          | Government Stadium, Hong Kong   |                                 |
|                                | Kim Ji-sung 45' · Choi Kwang-seok 62' |           | Tang Yee Kit 10' · Ko Po Keung 39' | Asistencia: 30.000 espectadores | Asistencia: 30.000 espectadores |

| 8 de septiembre de 1956, 19:00 | Israel       | 1:2 (0:0) | Corea del Sur                         | Government Stadium, Hong Kong                                               |                                                                             |
|                                | Stelmach 71' |           | Woo Sang-kwon 52' · Sung Nak-woon 64' | Asistencia: 20.000 espectadores Árbitro(s): Trương Văn Ky (Vietnam del Sur) | Asistencia: 20.000 espectadores Árbitro(s): Trương Văn Ky (Vietnam del Sur) |

| 9 de septiembre de 1956, 19:00 | Vietnam del Sur                    | 2:2 (1:0) | Hong Kong                                 | Government Stadium, Hong Kong   |                                 |
|                                | Trần Văn Tổng 30' · Lê Hữu Đức 64' |           | Chu Wing Wah 59' (pen.) · Lau Chi Lam 79' | Asistencia: 30.000 espectadores | Asistencia: 30.000 espectadores |

| 12 de septiembre de 1956, 19:00 | Israel           | 2:1 (2:0) | Vietnam del Sur   | Government Stadium, Hong Kong                                         |                                                                       |
|                                 | Stelmach 14' 27' |           | Trần Văn Tổng 58' | Asistencia: 15.000 espectadores Árbitro(s): Tommy Tucker (Inglaterra) | Asistencia: 15.000 espectadores Árbitro(s): Tommy Tucker (Inglaterra) |

| 15 de septiembre de 1956, 19:00 | Corea del Sur                                                            | 5:3 (2:1) | Vietnam del Sur                       | Government Stadium, Hong Kong   |                                 |
|                                 | Sung Nak-woon 5' · Woo Sang-kwon 41', pen.' 58' · Choi Chung-min 57' 66' |           | Trải Văn Đào 20' · Lê Hữu Đức 51' 63' | Asistencia: 11.000 espectadores | Asistencia: 11.000 espectadores |

|                                   |
| Bandera de Corea del Sur          |
| Campeón Corea del Sur 1.er título |

## Goleadores
4 goles
- Nahum Stelmach

3 goles
- Sung Nak-woon
- Woo Sang-kwon
- Lê Hữu Đức

2 goles
- Au Chi Yin
- Yehoshua Glazer
- Choi Chung-min
- Trần Văn Tổng

1 gol
- Chu Wing Wah
- Ko Po Keung
- Lau Chi Lam
- Tang Yee Kit
- Kim Ji-sung
- Trải Văn Đào